# Rudenshofen
Rudenshofen ist ein Gemeindeteil der Stadt Parsberg im Landkreis Neumarkt in der Oberpfalz.

## Lage
Das Kirchdorf Rudenshofen liegt rund 3,2 Kilometer nördlich von Parsberg.

## Geschichte
Der Ort Rotmundeshouen (Rudenshofen) wird erstmals in einer Aufzählung von Ortsnamen urkundlich erwähnt, in denen der Eichstätter Bischof Gundekar II. in der Zeit zwischen 1057 und 1075 Kirchen im Bistum Eichstätt einweihte. In Rudenshofen weihte er die St.-Andreas-Kirche ein. Der Ort dürfte jedoch schon vor dieser Zeit bestanden haben. Der Ortsname soll auf einen Rothmund und dessen Hof zurückzuführen sein. Spätere Schreibweisen waren Ruteinshouen und Rvtmanshouen.
Laut einem Urbar des Herzogs Ludwig des Strengen aus dem 13. Jahrhundert bezog dieser aus dem Ort zwei Schaff Hafer und sechs Pfennig Zins (oder ein Lamm). Der Ort Rutmanshoven gehörte zu dieser Zeit zum Vitztum Burglengenfeld und zum Amt Lutzmannstein.
Um das Jahr 1300 begannen über Jahrhunderte andauernde Auseinandersetzungen zwischen den Herren von Parsberg und den Herren von Velburg um die Gerichtsbarkeit. Im Jahr 1309 wurde der Streit vom Viztum Eyban von Lengenfeld zugunsten Dietrich von Parsberg entschieden und die Zuständigkeit der Gerichtsbarkeit von Parsberg wurde bestätigt. 1353 wurde eine Klage von Jörg der Auer von der Adelburg abgewiesen, da Dietrich von Parsberg seine Befugnisse mit Brief und Siegel beweisen konnte.
Im 16. Jahrhundert flammten die Gebietsstreitigkeiten nunmehr zwischen den Herren von Wispeck zu Velburg und den Herren von Parsberg neu auf. Hans Adam von Wispeck erklärte 1536 das Dorf Rudenshofen als sein Eigentum und behauptet, dass je und allweg und seit Menschengedenken das Dorf Rudenshofen mit aller hohen und niedern Gerichtsbarkeit der Herrschaft Velburg unterworfen gewesen sei.
Ritter Haug von Parsberg ließ den Bauern Ulrich Velterer aus Rudenshofen im Zusammenhang mit den Auseinandersetzungen gefangen nehmen und in einem Wirtshaus in Parsberg so lange festhalten, bis dieser erklärte, Untertan von Parsberg zu sein. Gegen dieses Vorgehen erhob Hans Adam Wispeck 1549 beim Pfalzgrafen von Neuburg Klage. Die Streitigkeit dauerten lange an und wurden zu Lebzeiten der beiden Parteien nicht mehr entschieden. Allerdings behielten die Herren von Parsberg bis zu ihrem Erlöschen im Jahr 1730 ihren Besitz in Rudenshofen. Durch einen Vergleich in den Jahren 1736/37 gelangte das ganze Dorf Rudenshofen an Parsberg.
Als Parsberg dann 1792 zum Kurfürstentum Bayern kam, hatten beide Gebiete den gleichen Landesfürsten und damit war auch der Streit um die Gemeinde Rudenshofen endgültig beendet. Im Jahr 1780 wurde Rudenshofen bei einer Feuersbrunst fast vollständig zerstört.
Die Freiwillige Feuerwehr Rudenshofen wurde im Jahr 1900 gegründet. 1938 wurde im Gemeindebereich Rudenshofen eine Telegrafenlinie angeschlossen. Am 1. Januar 1946 wurde die Gemeinde Rudenshofen aufgelöst. Nach einer Abstimmung am 28. Dezember 1947 wurde die Gemeinde Rudenshofen wieder errichtet, diesmal allerdings ohne die Ortschaft Breitenthal, diese blieb bei der Gemeinde Hörmannsdorf. Am 1. Januar 1971 wurde Rudenshofen zur Stadt Parsberg eingemeindet.

## Sehenswürdigkeiten
- Filialkirche St. Andreas: Die heutige Filialkirche St. Andreas wurde im 1700 erbaut. Die Chorturmanlage stammt aus romanischer Zeit.
- In der Liste der Baudenkmäler in Parsberg sind für Rudenshofen zwei Baudenkmale aufgeführt.